# Krone (bergstopp)
Krone är en bergstopp i Schweiz.   Den ligger i regionen Engiadina Bassa/Val Müstair och kantonen Graubünden, i den östra delen av landet, 210 km öster om huvudstaden Bern. Toppen på Krone är 3 186 meter över havet, eller 255 meter över den omgivande terrängen. Bredden vid basen är 2,5 km.
Terrängen runt Krone är bergig österut, men västerut är den kuperad. Runt Krone är det glesbefolkat, med 8 invånare per kvadratkilometer.. Närmaste större samhälle är Scuol, 10,4 km sydost om Krone. 
Trakten runt Krone består i huvudsak av gräsmarker.